# Pterygophyllum dentatum
Pterygophyllum dentatum là một loài Rêu trong họ Hookeriaceae. Loài này được (Hook. f. & Wilson) Dixon mô tả khoa học đầu tiên năm 1912.